# Jelenia Góra Zachodnia
Jelenia Góra Zachodnia – stacja kolejowa w Jeleniej Górze, w województwie dolnośląskim, w Polsce.

## Ruch pasażerski
| Rok  | Wymiana pasażerska na dobę |
| ---- | -------------------------- |
| 2017 | 20-49                      |
| 2022 | 20-49                      |